# Henrik Norfeldt
Henrik Oskar Ingvar Norfeldt (* 23. Dezember 1986 in Göteborg) ist ein ehemaliger schwedischer Tennisspieler.

## Karriere
Norfeldt spielte zwischen 2001 und 2003 etwa 30 Matches auf der ITF Junior Tour. In der Junioren-Rangliste erreichte er im Doppel Platz 126 und im Einzel Platz 220.
Norfeldt sein erstes Profiturnier 2004. Er war die meiste Zeit auf der drittklassigen ITF Future Tour aktiv. 2005 erspielte er sich die ersten Punkte für die Weltrangliste. Es dauerte bis 2007, dass Norfeldt im Doppel das erste Endspiel erreichte und gewann. Anfang 2008 kam der zweite und letzte Titel der Karriere hinzu. 2008 stellte auch das erfolgreichste Jahr des Schweden dar, da er im Einzel die einzigen drei Male ein Future-Halbfinale erreichte und im Doppel zudem in einem weiteren Endspiel stand. Den einzigen Auftritt außerhalb von Futures stellte das Turnier in Båstad dar, wo Norfeldt an der Seite von Carl Bergman als Ersatzpaar ins Hauptfeld eines Turniers der ATP Tour rückte. Sie nutzten ihre Chance und schlugen Alessandro Motti und Nicolas Tourte, bevor sie im Viertelfinale gegen die Spanier David Ferrer und Marc López unterlagen. Im September stand Norfeldt mit Platz 723 im Einzel und im Juli mit Rang 518 im Doppel jeweils auf seinem Karrierehoch. 2006 spielte Norfeldt eine Saison für den TC Blau-Weiss Berlin in der 2. Tennis-Bundesliga. Seine letzten Turnierteilnahmen datieren auf September 2009.